# هراکلیدای
هراکلیدای (به انگلیسی: Heraclidae)، در اسطوره‌های یونان، فرزندان هراکلس بودند.
پادشاهی آرگوس که حق هراکلس بود، با توطئه هرا به ائوروستئوس رسید. بعد از مدتی فرزندان هراکلس مدعی آن شدند و به تسئوس پناه بردند و به جنگ ائوروستئوس رفتند. هراکلیدای به رهبری هولوس که رئوستوس را کشت، پیروز شدند. اما به دلیل طاعون آن‌جا را ترک کردند. آن‌ها همواره در فکر تسخیر پلوپونس بودند اما تا نسل سوم موفق نشدند.